# Maayke Heuver
Maayke Heuver (Vriezenveen, 26 juli 1990) is een Nederlands voetbalster die uitkomt voor FC Twente.

## Clubcarrière

### Jeugd
Heuver begon haar voetbalcarrière bij het Vriezenveense DOS '37. Ze speelde bij DOS in jongenselftallen. In 2007 ging ze daarnaast ook bij FC Twente in de jeugd voetballen. Doordeweeks trainde ze bij FC Twente en DOS. In het weekend speelde ze met DOS dan een wedstrijd in competitieverband en met FC Twente speelde ze af en toe een oefenwedstrijd. Na één jaar in de Twente-jeugd werd ze overgeheveld naar het eerste elftal.

### FC Twente
Heuver was een van de zes meisjes die in het seizoen 2008/09 doorstroomden naar het eerste elftal. Ze verwierf direct een basisplaats en speelde alle competitieduels dat seizoen. Ook in haar tweede seizoen was ze een constante factor in het elftal. Ze miste slechts één duel en scoorde drie doelpunten. In seizoen 2010/11 kende ze met vijf competitietreffers en drie doelpunten in het bekertoernooi haar meest productieve seizoen tot dan toe bij de club. Aan het eind van het jaar veroverde ze met de club de landstitel, door onder meer een doelpunt en een assist van Heuver in de kampioenswedstrijd. In seizoen 2011/12 bleef Heuver een van de belangrijke spelers binnen de club. Als ze fit was speelde ze en met zes doelpunten in zestien competitiewedstrijden werd ze zelfs topscorer voor de club, die op de tweede plaats in de competitie eindigde. In juni 2016 maakte Maayke bekend aan het einde van het seizoen te stoppen met haar actieve voetballoopbaan.

## Nationale elftal

### Onder 19
Heuver debuteerde op 9 maart 2009 voor Oranje onder 19. Het was haar eerste wedstrijd voor een vertegenwoordigend elftal van Nederland. In La Manga tegen Engeland werd er met 1-0 verloren. Zelf kreeg Heuver een goede kans om te scoren, maar faalde in de afronding. Bondscoach De Reus over haar debuut:,,Maayke heeft verder een prima debuut gemaakt. Ze was sterk aan de bal en een belangrijk aanspeelpunt voorin. Maar die bal had er wel in gemoeten. De keepster was uitgespeeld, dus ze kon de bal zo in het lege doel schieten. Maar we zijn op dat soort momenten dan toch nog te onrustig.’’ In totaal speelde Heuver vier wedstrijden voor onder 19 en scoorde eenmaal voor het elftal.

### A-selectie
Roger Reijners riep Heuver voor het eerste voor het A-elftal van Nederland op voor een oefenwedstrijd tegen Frankrijk op 15 februari 2012. Ze viel die wedstrijd in de tweede helft in en debuteerde zodoende.

#### Internationale doelpunten
| Nr. | Datum        | Stadion                                      | Tegenstander | Score | Resultaat | Competitie      |
| --- | ------------ | -------------------------------------------- | ------------ | ----- | --------- | --------------- |
| 1   | 5 april 2012 | Seacon Stadion - De Koel -, Venlo, Nederland | Slovenië     | 1-0   | 3-1       | EK kwalificatie |

## Statistieken

### Club
| Seizoen         | Club            |                    | Competitie      | Competitie | Competitie | Beker | Beker | Continentaal1 | Continentaal1 | Overig2 | Overig2 | Totaal | Totaal |
| Seizoen         | Club            | Wed.               | Competitie      | Dlp.       | Wed.       | Dlp.  | Wed.  | Dlp.          | Wed.          | Dlp.    | Wed.    | Dlp.   |        |
| --------------- | --------------- | ------------------ | --------------- | ---------- | ---------- | ----- | ----- | ------------- | ------------- | ------- | ------- | ------ | ------ |
| 2008/09         | FC Twente       | Vlag van Nederland | Eredivisie      | 24         | 3          | 0     | 0     | —             | —             | —       | —       | 24     | 3      |
| 2009/10         | FC Twente       | Vlag van Nederland | Eredivisie      | 19         | 3          | 4     | 0     | —             | —             | —       | —       | 23     | 3      |
| 2010/11         | FC Twente       | Vlag van Nederland | Eredivisie      | 20         | 5          | 2     | 3     | —             | —             | —       | —       | 22     | 8      |
| 2011/12         | FC Twente       | Vlag van Nederland | Eredivisie      | 16         | 6          | 3     | 1     | 2             | 0             | 1       | 0       | 22     | 7      |
| Carrière totaal | Carrière totaal | Carrière totaal    | Carrière totaal | 79         | 17         | 9     | 4     | 2             | 0             | 1       | 0       | 91     | 21     |

Bijgewerkt op 14 mei 2012 12:17 (CEST)

### Interlands
| Seizoen         | Land            | Vriendschappelijk | Vriendschappelijk | Officieel | Officieel | Totaal | Totaal |
| Seizoen         | Land            | Wed.              | Dlp.              | Wed.      | Dlp.      | Wed.   | Dlp.   |
| --------------- | --------------- | ----------------- | ----------------- | --------- | --------- | ------ | ------ |
| 2011/12         | Nederland       | 5                 | 0                 | 2         | 1         | 7      | 1      |
| Carrière totaal | Carrière totaal | 5                 | 0                 | 2         | 1         | 7      | 1      |

Bijgewerkt op 17 jun 2012 20:21 (CEST)
1: Geurts ·
2: Bito ·
3: Koster ·
4: Van Dongen ·
5: Van den Heiligenberg ·
6: Hoogendijk ·
7: Van de Ven ·
8: Spitse ·
9: Melis ·
10: Van de Donk ·
11: Martens · 12: Heuver · 13: Smit · 14: Slegers · 15: Stentler · 16: Van Veenendaal · 17: Worm · 18: Dekker · 19: Versteegt · 20: Van Lunteren · 21: De Ridder · 22: Roelvink · 23: Christ · Coach: Reijners